# بشرى قرمان
بشرى قرمان هي ممثلة فلسطينية من مواليد مدينة حيفا، تعتبر من اوائل الممثلات الفلسطينيات النساء من عصر ما قبل 1948.

## مسيرتها الفنية
عاشت في فلسطين حتى مغادرتها للدراسة في الولايات المتحدة الأمريكية. في السينما المستقلة وحصلت على الماجستير من جامعة جوداد في أمريكا.
مارست التمثيل للمرة الأولى في دورها هند وذلك بعد مزاولتها مهنة التعليم حيث كان التعليم هو المهنة الدارجة بعد حرب الأيام الستة.
كان الهدف وراء الفيلم نقل للمشاهد صورة الألم والمعاناة التي قاساها الشعب الفلسطيني خلال حرب حزيران مع بقاء أمل العودة في أذهان الشعب عبر شخصية هند التي بقيت منتظره عودة أفراد عائلتها بعد عام 1967.
حيث قالت في مقابلة أجريت لها في أدوارها قصدت إظهار المرأة الفلسطينية في اندماجها بالمجتمع، حيث بلورت صورة غير التي كانت مرسومة في أذهان المستعمر آنذاك كإمرأة ذات دور في المجتمع دون الفصل بين الذكور والإناث على عكس الصورة النمطية المتداولة عن المرأة الفلسطينية
 مثلت في مسرحية «ام الروبابيكا» لإميل حبيبي عام 1992، دور امرأة في حيفا فقدت أبنائها وزوجها في النكبة وتحلم بعودتها تجسد في دورها فكرت الأمل والتمسك حتى لو كان صعب وبعيد المنال.

## الأدوار السينمائية
- عام1987 مثلت في فيلم عرس الجليل للمخرج ميشيل خليفي دور العروس بنت كبير القرية في خضام تبلور الاحتلال الإسرائيلي
- عام 1991 في فيلم نشيد الحجر من إخراج ميشيل خليفي في دور بطولي برفقة الممثل مكرم خوري
- عام 1992[4] مثلت في مسرحية «ام الروبابيكا» لإميل حبيبي دور إمرأه في حيفا فقدت أبنائها وزوجها في النكبة وتحلم بعودتها تجسد في دورها فكرت الأمل والتمسك حتى لو كان صعب وبعيد المنال.